# Ellen van Eldik (voetballer)
Ellen van Eldik (14 juni 1960) is een Nederlands voormalig voetbalster en huidig voetbaltrainer.
Van Eldik speelde voor SC N.E.C., GVC en DVC Den Dungen. Met DVC werd ze meermaals landskampioen. In 1980 speelde ze twee wedstrijden voor het Nederlands vrouwenvoetbalelftal en maakte daarbij twee doelpunten. Ze trainde damesteams van verschillende amateurclubs rond Nijmegen en was als financieel medewerker werkzaam bij N.E.C. en FC Twente.  Voor haar verdiensten voor het damesvoetbal kreeg Van Eldik in 2017 de Zilveren Waalbrugspeld uitgereikt van de gemeente Nijmegen.